# Velha Guarda do Politburo
A Velha Guarda do Politburo era o grupo de membros do Politburo da União Soviética durante o regime comunista de Leonid Brejnev.
Recebe este nome pelo fato do Politburo, durante esta época, demonstrar somente membros vitalícios e sem renovação, a maioria dos membros haviam entrado no Politburo após o golpe que derrubou Nikita Khrushchov em 1964, quando ainda eram, de certo modo, jovens, mas que após o período, não renovaram de cargos e continuaram em seus cargos até a morte, estes velhos membros, já senhores com mais de 70 anos, ficaram até meados da década de 1980, quando a saúde de boa parte deles começou a decair e acabariam morrendo.
Todos eles nasceram antes da revolução de 1917, e por isso, sabiam as dificuldades de um sistema capitalista, por tanto, por essa vontade de não mudar o sistema comunista, ficaram conhecidos como "linhas-duras".
Entre essa velha guarda, destacam-se todos os membros do alto escalão da União Soviética depois da gestão de Khrushchov e antes da gestão de Gorbachev, entre eles Brejnev, Ustinov, Tikhonov, Chernenko, Andropov, Grechko, Gromiko, Grishin, Kirilenko e outros mais, todos eles, em exceção a Tikhonov, morreram em um mesmo período, entre 1979 e 1985, período em que a velhice e doença tomou conta.
Após a gestão destes membros, uma onda de jovens gestores surgiu, entre eles Mikhail Gorbachov e Boris Ieltsin, estes novos membros acabariam levando ao fim da União Soviética através de políticas como a Glasnost e a Perestroika.
Velha Guarda do Politburo (Mais tarde, os mais jovens se juntariam à Jovem Guarda)
| Brejnev    | Andropov | Gorbachov   | Grishin      | Gromyko     | Kirilenko | Kunaev    | Pelshe  | Romanov   |
| Suslov     | Tikhonov | Ustinov     | Chernenko    | Scherbitski | Aliev     | Demitchev | Kiselov | Kuznetsov |
| Ponomariov | Rashidov | Solomentsev | Shevardnadze | Kapitonov   | Dalgikh   | Zimianin  | Rusakov | Sizov     |